# Robert J. Van de Graaff
Robert Jemison Van de Graaff (ur. 20 grudnia 1901 w Tuscaloosa, zm. 16 stycznia 1967 w Bostonie) – amerykański fizyk i konstruktor. Znany z konstrukcji generatora według własnego pomysłu, nazwanego później jego imieniem.

## Życiorys
Uczył się w szkole publicznej w Tuscaloosa i na uniwersytecie w Alabamie, gdzie w 1923 roku otrzymał tytuł magistra inżynierii mechanicznej. W 1924 rozpoczął studia w Paryżu. W 1928 zdobył tytuł doktora fizyki na uniwersytecie w Oksfordzie. Podczas studiów zajmował się nuklearnymi eksperymentami wraz z Ernestem Rutherfordem. W 1929 wrócił do Stanów Zjednoczonych i rozpoczął pierwsze prace nad akceleratorem na uniwersytecie Princeton, gdzie był profesorem fizyki.
Pierwszy akcelerator elektryczny, który zbudował, wytwarzał różnicę potencjałów 80 tys. woltów. Dalsze badania doprowadziły do zbudowania modelu, który wytwarzał napięcie ponad 1 mln V. Później van de Graaff skonstruował generator van de Graaffa, jego budowa została ukończona 28 listopada 1933, był on w stanie wytworzyć napięcie 7 mln V.
W 1935 van de Graaff opatentował swój wynalazek. Akcelerator van de Graaffa pierwszy raz został wykorzystany w praktyce w 1937, służył do produkcji promieniowania X.